# 鄭容和
鄭容和（：／ Jung Yong-hwa，1989年6月22日—），韓國男歌手、演員、主持人、音樂創作人。韓國三人男子樂團CNBLUE成員，擔任隊長、主唱及吉他手。
鄭容和2009年在韓國人氣劇集《原來是美男》中飾演「姜信宇」，以演員新人身份在演藝圈嶄露頭角而備受關注。音樂方面，2010年1月14日，所屬樂隊CNBLUE在韓國正式出道。2015年1月20日，鄭容和以SOLO歌手身份發行首張正規專輯《어느 멋진 
날美好的一天》。其本人於獨立樂團時期開始音樂創作，其詞曲創作及音樂製作實力更受到認可，在韓國音樂著作權協會登記編號為W1025300。

## 簡歷
鄭容和2009年在韓國人氣劇集《原來是美男》中飾演「姜信宇」，以演員新人身份在演藝圈嶄露頭角而備受關注。音樂方面，2010年1月14日，所屬樂隊CNBLUE在韓國正式出道。2015年1月20日，鄭容和以SOLO歌手身份發行首張正規專輯《어느 멋진 
날美好的一天》。2022年1月22日，鄭容和開設YouTube頻道。

## 經歷

### 出道前
- 鄭容和在Cyworld社交網站上載了在滑雪場的自拍照，因外貌帥氣而在網上引起熱議，被稱為「滑雪場暖男」和「釜山臉讚（朝鲜语：얼짱）」，公司星探透過部落格聯絡他，並且持續數個月邀請他，後來更親自到釜山邀請他參加練習生面試。

### 2009年：以演員身份出道
- 6月被公司派往日本接受音樂訓練，8月19日，CNBLUE以獨立樂團開始地下活動。
- 8月中旬，因參加《原來是美男》的選角而返回韓國，及後被選中出演「姜信宇（강신우）」，留在韓國拍攝期間，CNBLUE在日本的活動由其他隊員持續進行。
- 12月，開始參演各綜藝節目及擔任頒奬禮MC，首個綜藝是《星期天晚上》(Eco House)。

### 2010年：以CNBLUE團體韓國出道
- CNBLUE於1月14日在韓國正式出道，出道作品為迷你專輯《Bluetory》，而出道主打歌曲是「孤獨的人」。
- 2月，錄影綜藝節目《ECHO HOUSE》時，鄭容和的車子發生意外，他的手部輕微扭傷。
- 2月開始參與我們結婚了第二季，與少女時代成員徐玄成為假想夫婦，又稱容徐夫婦/紅薯夫婦。
- 4月21日參加《金廷恩的巧克力》節目錄製時因喉嚨痛而無法正常唱歌，在隨後的檢查中發現患有聲帶結節，醫生下令至少需休養2周。
- 5月24日，鄭容和拍攝《我們結婚了》結束後突然暈倒失去了知覺，被送進醫院治療，公司表示鄭容和準備新專輯過度勞累，患上感冒再加上聲帶狀況惡化導致昏倒。
- 12月26日於Youtube上傳了我們結婚了中與徐玄共同創作的「為了初次相愛的戀人們〈平語歌〉」自拍影片，根據統計為韓國2011年上半年點擊率第八名的影片。

### 2011年：出演電視劇《你為我著迷》、以CNBLUE團體日本出道
- 3月，結束拍攝我們結婚了，紅薯夫婦粉絲群《你來自哪顆星》的會員們，在METRO報紙的第12版和39版中，刊登了為紅薯夫婦最後一次演出加油的報道以及祝福。
- 6月，參演MBC水木劇《你為我著迷》，飾演李信（이신）一角 ，劇情以藝術大學為背景，展現了一群努力追夢的年輕人愛情和友情的故事。
- CNBLUE結束日本獨立樂團活動，於10月19日發行《In My Head》在日本正式出道。

### 2012年
- 4月，Green Aliens FC評出"最高收入的韓國偶像明星排行榜"TOP20中，鄭容和排在第6名。
- 5月，同公司藝人Juniel在韓國出道專輯中的《傻瓜》一曲，由鄭容和作曲、製作並一同合唱。
- 7月16日，鄭容和在日本東京舉辦《你迷上我》粉絲見面會，宣傳將在日本富士電視台開播《你為我著迷》，一萬席位秒殺售罄，為答謝粉絲的愛，把活動收入中的一部分捐贈給國際飢餓對策機構。
- 12月，《你為我著迷》的OST鈴聲成功登上日本手機鈴聲下載排行榜2012年度冠軍寶座。

### 2013年：辭演電視劇《繼承者們》
- 4月15日，FNC娛樂表示鄭容和將出演SBS電視台今年下半年的新作《繼承者們》,而鄭容和是該劇的金牌編劇金恩淑邀約的人選[4][5]，而鄭容和更在演唱會中向大家高興地表示他很快會有電視作品和大家見面。
- 4月26日，FNC娛樂突然宣布，鄭容和辭演《繼承者們》，原因是經紀公司和電視劇製作方對容和要飾演的角色存在不同理解，雙方多次協調也未能消除分歧，最終雙方就取消出演達成共識，而鄭容和把主要精力投入到全球巡演以及新專輯製作中。

### 2014年：首次個人日本粉絲見面會
- 5月14日，遠赴美國為美國職業棒球道奇隊的柳賢振加油。
- 5月28日上午（韓國時間），鄭容和為由美國LA的韓國觀光公社於道奇體育場主辦的「韓國觀光之夜」演唱南韓國歌。[6]
- 5月28日，鄭容和特意為柳賢振選手以自創曲《One time》重新作詞編曲的官方主題曲《Ryu can do it》音源正式發行。[6][7]
- 9月20-21日，CNBLUE 鄭容和於20、21日一連兩天於日本舉辦兩場「Sweet Melody 1st FanMeeting In Japan」首次個人日本FanMeeting。
- 10月13日，鄭容和在BEAT App上開通屬於自己的電台頻道，擔任DJ與聽眾分享音樂。該App相關人員表示“鄭容和擔任DJ的頻道平均收聽時間在56分鐘左右，非常了不起”。[8]
- 11月5日，鄭容和開通中國微博，帳號:「郑容和89」，在短短兩個月內，他的微博關注人數已突破一百萬，而且自第二周起在微博的「明星勢力榜」連續在周榜及月榜獲得排行第一位，並創下50周排名第一的記錄，而記錄更在不斷更新中。

### 2015年：首張正規專輯《美好的一天》、個人出道
- 1月6日，應邀參加韓國文化藝術界人士新年問候會，與南韓總統朴槿惠見面握手[9]。
- 1月20日，發行首張SOLO正規專輯《美好的一天（One Fine Day）》，以SOLO歌手的身份出道，參與專輯全部十首歌曲的詞曲創作，並參與八首歌曲的編曲，其中五首收錄曲與梁東根、Verbal Jint 、尹度玹、林俊杰和Peter Malick五位實力音樂人合作。
- 1月22日，個人真人秀節目《鄭容和的Hologram》於韓國Mnet電視台首播。
- 1月30日，首張SOLO正規專輯《美好的一天》登上美國Billboard榜World Albums榜單周榜第一[10]，同日專輯主打曲《美好的一天》也登上《音樂銀行》周榜一位，獲得SOLO活動首個音樂節目一位。
- 2月27日，在韓國首爾舉辦首場個人演唱會，正式開啓他的個人亞洲巡迴演唱會。
- 4月28日，鄭容和開通了Instagram，帳號:「jyheffect0622」。
- 6月21日，[2015, Day Project!] HAPPY YONGHWA DAY / 흰물결아트센터 [7:00 PM] With BOICE只有官方BOICE FAN CLUB會員方可參與。

### 2016年：受公司炒股案影響
- 1月27日，鄭容和以嘉賓身份出席了中國版的＜拜託了冰箱-特別版（在韓國版的“拜託了冰箱”攝影棚錄製）＞
- 4月21日，鄭容和與Vibe合作演唱的《熱情Pay》音源發行，被收錄於Vibe《Repeat》專輯中。[11]
- 4月25日，鄭容和出席了在中國佛山舉行的電影《鋒味江湖之決戰食神》的製作發表會，受到了中國當地媒體的熱切關注。[12]
- 6月22日，中國新浪微博特别開通鄭容和生日專題，是新浪微博中獲此待遇的首位外國明星“大V”。[13]
- 6月，爆出FNC娛樂老闆韓勝浩涉嫌就與「國民MC」劉在錫簽約一事，進行內線交易，同時爆出鄭容和及李宗泫也牽涉其中。鄭容和的嫌疑為「獲取內幕消息，於2015年7月8日、9日購買了所屬公司FNC的2.1萬股、價值4億韓幣的股票，緊接著再以6億元售出，在一周內賺取了2億元。FNC娛樂的官方聲明指出，2014年2月，公司上市在即，鄭容和與公司簽訂了認股權形式的分紅性質的合約。 根據以上合約，2015年初，他以現金方式套取了所得紅利，並獲得了FNC娛樂的股票。而當時並未有任何關於引入知名藝人的消息傳出，鄭容和在完全不知道的情況下購入FNC的股票。而鄭容和的資產都交由其母親管理，以上的交易都由母親完成，甚至當時鄭容和都不知道以自己名義購入FNC娛樂的股票。 而7月16日，與知名藝人簽約的消息對外公開後，毫無炒股經驗的鄭母看到股票大幅上升就拋售了手中的部分股票，並非故意套取內幕消息。經檢方調查後，鄭容和被證實有買賣股票事實但非炒股行為，而李宗泫輕度涉案遭罰60萬台幣。
- 9月，参演JTBC迷你連續劇《The Package》。[14]

### 2017年：發行首張SOLO迷你專輯
- 1月9日，鄭容和與RAVI合作演唱的《Home Alone》音源發行，被收錄於RAVI《R.EAL1ZE'》專輯中。
- 4月，鄭容和在首爾江南區清潭洞名品街附近購買了地上四層建築，花費了100億5000萬韓元。 3日，根據建築專業中介機構消息，鄭氏上個月28日以自己為法人JYH Effect的名義將清潭洞6-12的'612建築'的所有權完成了登記。在釜山市海雲台區佑洞 I'park的JYH Effect是鄭容和一人擔任社內理事的個人公司。
- 4月7日，確定出演O'live製作的真人實境秀節目《島劍客》。[15][16]
- 5月31日，獲委任2017香港韓流博覽會宣傳大使(Korea Brand & Entertainment Expo，KBEE)。[17][18]
- 7月12日，以宣傳大使身分出席2017香港韓流商品博覽會（KBEE）開幕禮，獲現場頒發KBEE宣傳大使證書。[19]
- 7月19日，發行首張SOLO迷你專輯《DO DISTURB》，參與專輯全部六首歌曲的詞曲創作，主打曲《我的女神》與Rapper Loco 合作。
- 12月19日，作為平昌冬奧宣傳大使，獲邀出席「Hello平昌午餐簡談會」，並會與總統文在寅見面。[20]

### 2018年：博士班「走後門」事件以致入伍
- 1月，鄭容和被爆料2017年準備博士班升學並沒有參加面試，卻成功進入慶熙大學現代音樂學科博士班，被質疑是「走後門」，後校方澄清有進行個別面試，FNC娛樂也表示，「我們向教授詢問了行程後，對方回應要在經紀公司見面，教授也表示要視察作曲室和練習室，當時如果知道面試場所會引起問題，一定會選擇去學校面試的。」。鄭容和所屬經紀公司FNC娛樂發表正式立場，「鄭容和今年初誠實地接受司法機關調查，結果出爐顯示他的入學方式並無妨礙相關業務，最終在7月時被判不起訴處分。等於宣告無罪的鄭容和，終於可以洗清誤會和質疑，證明他並非用不正當的手段入學。」當時還傳出鄭容和是為了躲避兵役而繼續升學，他因此寫下手寫信：「對家人、成員還有相信我的粉絲們，真的感到很羞愧，對不起讓你們失望了。」向大眾道歉。慶熙大學李姓學科長在一審被判10個月徒刑，因慶熙大學規定，面試缺席就會被判定落榜，但他卻沒有讓鄭容和以正常的面試程序進行審查，且給予虛假的分數讓對方得以入學。
- 1月26日，受博士班事件影響，所屬經紀公司FNC娛樂宣布「鄭容和收到入伍通知，將在3月5日入伍」，連巡迴演唱會泰國與台灣場都只能取消。[21]
- 2月7日，FNC娛樂公開了鄭容和在3月入伍前將舉辦最後一場粉絲會STAY 622的消息，用真摯的音樂感謝真心愛護、支援他的粉絲們。 與此同時本場粉絲會的收益將全部捐出。[22]
- 3月5日，正式入伍。在江原道華川15師團勝利新兵教育隊報到后，以陸軍身份服役。自願申請分發至江原道華川郡第二軍團702特攻部隊（朝鲜语：대한민국 특공대），由於該單位出了名訓練嚴苛，因此有「不死鳥部隊」之稱。鄭容和預計於2019年11月3日退伍。[23]
- 3月15日，CNBLUE LINE 更新 鄭容和在大家等待他退伍的時間送給大家的禮物、新作品5首歌連續發行企劃「FEEL THE FIVE “Y”」開始！容和以為了讓BOICE們不要在他當兵的時候感到寂寞的心情製作並傳達心意的這5首歌、每首歌也依據不同的故事製作了MV。[24]
- 5月23日，所屬經紀公司FNC娛樂宣布即將到來的2018年6月15日至6月24日的十天內為紀念鄭容和首張寫真集發行，將舉辦同名照片展-[思索, 四色]。展覽場館: ARAART CENTER B1

### 2019年：成為韓國音樂著作權協會正式會員、獲特級戰士榮譽正式退伍
- 1月23日，被列入韓國音樂著作權協會（KOMCA）正式會員名單，登記編號為W1025300。[3][25]
- 11月3日正式以特級戰士身份退伍，1000多名粉絲到場迎接他，他笑著表示很感動，也說要開啟努力工作模式，下個月會有演唱會及見面會，明年正式回復演員身分。[26]
- 2019年12月開始在亞洲各地舉行Still 622演唱會，包括韓國首爾、日本、泰國及台灣。

### 2020年：與FNC完成續約
- 3月4日，以助理身份出演的《Trot神來了》正式開始播放。鄭容和於節目內展現駕馭各種音樂的出色能力，受節目共同出演的Trot前輩喜愛，稱為「鄭君」。
- 5月16日，推出「和答企劃」，退伍後第一首歌就是與「Wedding Boys」成員李準、HIGHLIGHT尹斗俊、黃光熙一起合作的「你,我,我們 Would you marry me?」。容和表示想要分享溫暖給大家，以回報自己一直在接受的愛。Wedding Boys 第一次合作時是20代 (20幾歲)，現在大家都退伍，已經是30代了，會有不同的感覺，是一首非常溫暖、甜蜜的歌曲。[27]
- 10月21日，所屬經紀公司FNC娛樂宣布CNBLUE三名成員包括鄭容和全續約，並透露將會在年底回歸。24日晚上，鄭容和在 twitter 上傳長篇文章，敘述著關於續約、將回歸心情，並感謝 BOICE 一直在身邊。

### 2021年
- 6月22日，發行首張華語EP《和.唱 STAY IN TOUCH》,挑戰全中文演唱。此次EP一共收錄四首華語歌曲，合作陣容跨越國際，包括全球百大DJ R3HAB、林俊傑、Dan+Shay等人。[28][29][30]
- 9月16日，據韓媒指出，鄭容和有望主演浪漫新劇《不著邊際的你》。[31][32]
- 12月31日，憑著於KBS水木連續劇《大發不動產》中飾演吳仁汎，獲得迷你系列劇部門男子優秀獎 。[33][34]

### 2022年
- 1月22日，鄭容和開設YouTube頻道。[35]
- 4月27日，鄭容和與韶宥合作演唱的《Some 2 (썸 2)》音源發行，被收錄於韶宥《Day & Night》專輯中。
- 5月13日，確定參演KBS連續劇《頭腦共助》。[36]

### 2023年：時隔6年以SOLO之姿回歸
- 1月2日，新劇播出《頭腦共助》
- 5月7日，在澳門舉辦華麗和夜個人見面會
- 5月至7月舉辦亞洲巡演All Rounder，包括首爾（05/27-28）、台北(06/10)、香港(07/01)、曼谷(07/30)
- 9月14日，時隔6年零2個月再次在韓國國內發行SOLO迷你專輯《YOUR CITY》，參與專輯全部六首歌曲的詞曲創作。其中的主打歌《Your City》更獲美國Billboard評選為「2023年 25 BEST K-POP SONG」之一，位列第10名。[37]
- 9月14日，首次參與大學校園巡唱[38]
- 10月至11月舉行Your City亞洲巡演，包括澳門(10/21)、台北(10/28)、曼谷(11/4)、香港(11/22)。其中香港場為鄭容和首次的戶外個人演唱會。
- 12月23-24日，在首爾舉行個人見面會

### 2024年：個人活動與團體活動同時並行
- Your City繼續進行亞洲巡演，包括神戶(1/11-12)、名古屋(1/30-1/31)、橫濱(2/10-11)、首爾(3/1-2，及後在3/3辦了兩場演唱會After Party D-free)、東京(6/22)
- 參與綜藝<Song Stealer>、
- 宣佈接拍電影
- 以個人身份參加KCON Japan (5/10-12)，並擔任活動的主持人

## 音樂作品
鄭容和於2015年以SOLO歌手身份出道，並積極參與其個人音樂作品創作。迄今共發行4張個人正規專輯、3張迷你專輯。
| 韓國 正規專輯 美好的一天 （2015年1月20日） 迷你專輯 DO DISTURB （2017年7月19日） YOUR CITY （2023年9月14日） 特别專輯 美好的一天 SPECIAL LIMITED EDITION（2015年2月4日） 現場專輯 2015 JUNG YONG HWA CONCERT TOUR DVD ~One Fine Day~（2015年11月25日） 2018 JUNG YONG HWA LIVE [ROOM 622] DVD（2018年11月7日） 單曲 給初次戀愛的戀人們（平語歌）（2011年1月14日） 星星，你（2014年12月23日） 你，我，我們 (Would you marry me?) Feat.李準、尹斗俊、黃光熙（2020年5月19日） 氣息（Hello）Feat.鮮于貞娥（2016年1月15日） 華語 迷你專輯 和.唱 STAY IN TOUCH （2021年6月22日） | 日本 正規專輯 ある素敵な日 ～Japan Special Edition（2015年3月4日） Summer Calling（2017年8月9日） FEEL THE Y'S CITY （2020年2月26日） 現場專輯 JUNG YONG HWA 1st CONCERT in JAPAN 「One Fine Day」 Live at BUDOKAN（2015年6月24日） JUNG YONG HWA JAPAN CONCERT 2017 "Summer Calling" Live at World Hall in Kobe（2018年2月28日） Feel the Voice(JUNG YONG HWA:FILM CONCERT 2015-2018)（2019年10月30日） 單曲 Letter（2018年5月21日） BROTHERS（2018年10月26日） Melody（2019年4月5日） Jellyfish（2019年8月2日） The Moment（2019年10月30日） |

## 音樂製作&創作
鄭容和於獨立樂團時期開始音樂創作，隨著其所屬樂隊CNBLUE在韓國及日本正式出道幾乎包攬樂隊發個人專輯詞曲創作，其音樂創作實力逐漸為人所知並備受認可，在韓國音樂著作權協會登記編號為W1025300。 其中代表作包括《愛情光》、《給初次戀愛的戀人們（平語歌）》、《因為想念》、《I'm Sorry》、《Can't Stop》、《美好的一天》、《Cinderella》、《美好的妳》、《你，我，我們（Would you marry me?）》、《過去、現在、未來》、《Love Cut》及《Your City》等。

## 影視作品

### 電視劇
| 年份   | 電視台   | 劇名         | 角色     | 性質       |
| ------ | -------- | ------------ | -------- | ---------- |
| 2009年 | SBS      | 原來是美男   | 姜信宇   | 第二男主角 |
| 2011年 | MBC      | 你為我著迷   | 李信     | 第一男主角 |
| 2012年 | SBS      | 紳士的品格   | 鄭容和   | 客串       |
| 2013年 | KBS      | 未來的選擇   | 朴世柱   | 第二男主角 |
| 2014年 | tvN      | 三劍客       | 朴達鄉   | 第一男主角 |
| 2015年 | 搜狐網路 | 屌絲男士4    | 夜店帥哥 | 主要演員   |
| 2017年 | JTBC     | The Package  | 單馬陸   | 第一男主角 |
| 2021年 | KBS      | 大發不動產   | 吳仁汎   | 第一男主角 |
| 2023年 | KBS      | 頭腦共助     | 申河路   | 第一男主角 |
| 待定   | Disney+  | 不著邊際的你 |          |            |

### 電影
| 年份   | 劇名              | 角色   | 性質     |
| ------ | ----------------- | ------ | -------- |
| 2017年 | 決戰食神          | 安保羅 | 男主角   |
| 2020年 | P1H: 新世界的開始 |        | 特別出演 |

## 作品
所屬樂團之共同參與，請參閱 CNBLUE

### 主持
| 主持節目列表                  |            |                           |                                                    |
| 播出日期                      | 電視台     | 節目名稱                  | 備註                                               |
| 2010年6月15日                 | KBS2       | 乘風破浪                  | 與Krystal(f(x))擔任一日MC                          |
| 2010年5月29日                 | MBC        | Show! 音樂中心            | 與Wonder Girls的先藝、婑斌擔任特別MC               |
| 2010年6月19日                 | MBC        | Show! 音樂中心            | 與徐玄(少女時代)擔任特別MC                         |
| 2010年7月18日－2011年3月13日  | SBS        | 人氣歌謠                  | Sulli(f(x))、趙權(2AM)                             |
| 2011年12月23日                | KBS        | 音樂銀行年末總結          | 特別MC, 始源(Super Junior)、尹斗俊(BEAST)、全炫茂  |
| 2012年4月7日                  | MBC        | Show! 音樂中心            | 特別MC, (少女時代)的徐玄和孝淵                     |
| 2013年1月19日                 | MBC        | Show! 音樂中心            | CNBLUE全員擔任特別MC                               |
| 2015年1月25日                 | SBS        | 人氣歌謠 (800期特輯)      | 特別MC，珉雅、希澈、宋智孝、洪宗玄、金有貞、黃光熙 |
| 2015年5月3日                  | SBS        | 人氣歌謠                  | 特別MC，洪宗玄、金有貞                             |
| 2015年11月13日                | MBC        | 能力者們                  | 特別MC(10/29錄製)，金九拉、鄭亨敦                  |
| 2016年2月3日 2月17日          | MBC every1 | 一週偶像                  | 特別MC                                             |
| 2016年3月18日                 | 湖南衛視   | 天天向上                  | 特別MC(3/14錄製)                                   |
| 2018年1月15日－2018年4月2日   | tvN        | TALKMON                   | 主持                                               |
| 2023年11月13日－2023年12月4日 | tvN        | 街頭女戰士2:Worldwide Log | 與Aiki共同主持                                     |

| 特別公演活動/典禮主持節目列表 |        |                                               |                                         |
| 播出日期                      | 電視台 | 節目名稱                                      | 備註                                    |
| 2009年12月29日                | SBS    | 歌謠大戰                                      | 金希澈(Super Junior)、朴信惠            |
| 2010年11月14日                | SBS    | 農心分享愛演唱會 （SBS 20周年特別節目）       | 潤娥(少女時代)、趙權(2AM)               |
| 2010年12月29日                | SBS    | 歌謠大戰                                      | 趙權(2AM)、黃靜茵、金希澈(Super Junior) |
| 2012年11月2日                 | KBS    | K-POP FESTIVAL- MUSIC BANK LIVE IN CHILE 2012 | 圭賢(Super Junior)、U-ie(After School)  |
| 2012年11月10日                | SBS    | 2012 SBS K-POP Super Concert in America       | Tiffany(少女時代)、李起光(BEAST)        |
| 2013年1月15日                 | JTBC   | The 27th Golden Disk Awards In Kuala Lumpur   | Nicole(Kara)                            |
| 2014年1月16日                 | JTBC   | The 28th Golden Disk Awards                   | 珉豪(SHINee)、尹斗俊(BEAST)             |
| 2014年4月12日                 | KBS    | LA Korea Festival"韓裔移民111週年紀念公演"    | 玉澤演(2PM)、KBS主播                    |
| 2014年6月7日                  | KBS2   | KBS2 Music Bank In Brazil                     | 李準(MBLAQ)、KBS主播鄭智媛              |
| 2014年12月21日                | SBS    | 2014 SBS AWARDS FESTIVAL歌謠大戰Super5        | L、宋旻浩、Nichkhun 、Baro、宋智孝      |
| 2015年12月31日                | MBC    | 歌謠大祭典                                    | 敲鐘環節上岩MC                          |
| 2016年12月31日                | MBC    | 歌謠大祭典                                    | 敲鐘環節上岩MC                          |
| 2017年1月13日                 | JTBC   | 第31屆金唱片獎                                | 徐玄(少女時代)、黃致列                  |
| 2017年7月29日                 | MBC    | 音樂中心2017蔚山夏日音樂會特輯                | 特別MC                                  |
| 2022年12月31日                | KBS    | 2022KBS演技大賞                               | 與全炫茂、惠利共同主持                  |
| 2024年5月10-12日              |        | KCON JAPAN                                    |                                         |

### 固定綜藝
| 固定出演綜藝節目列表           |        |                               |                                                             |
| 播出日期                       | 電視台 | 節目名稱                      | 備註                                                        |
| 2009年12月13日－2009年12月27日 | MBC    | 星期天晚上Hunters             |                                                             |
| 2010年1月3日－2010年3月14日    | MBC    | Eco House                     |                                                             |
| 2010年2月27日－2011年4月2日    | MBC    | 我們結婚了                    | 與徐玄(少女時代)以紅薯夫婦一同演出                          |
| 2010年11月15日－2011年7月4日   | SBS    | 每天每夜                      | 金濟東、朴明秀、卓在勛、姜大聲(BIGBANG)、U-ie(After School) |
| 2015年1月22日－2015年2月12日   | Mnet   | 鄭容和的Hologram              | 個人實境節目                                                |
| 2017年5月22日－2017年12月18日  | tvN    | 島劍客 (第一季)               | 與姜鎬童及金喜善共同主持                                    |
| 2020年3月4日－2020年9月2日     | SBS    | Trot神來了(第一季)            | 助理                                                        |
| 2020年11月13日－2020年11月20日 | tvN    | 不要叫我的名字-CNBLUE秘密旅行 | CNBLUE全員                                                  |
| 2022年12月7日－2023年3月4日    | SBS M  | The Idol Band: Boy's Battle   | CNBLUE全員擔任製作人                                        |

### 綜藝及網絡頻道節目
| 綜藝及網絡頻道節目列表          |            |                                               |                                                                                                  |
| 播出日期                        | 電視台     | 節目名稱                                      | 備註                                                                                             |
| 2010年                          |            |                                               |                                                                                                  |
| 2010年1月20日、1月27日          | MBC        | 黃金漁場 Radio Star                           | 與FTIsland的李洪基、2AM的趙權和昶旻為共同嘉賓                                                    |
| 2010年2月2日、2月9日            | SBS        | 強心臟                                        | EP17-18                                                                                          |
| 2010年2月13日                   | KBS2       | 明星金鐘                                      | 與姜敏赫一同出演                                                                                 |
| 2010年2月14日                   | KBS        | 出發吧！夢之隊                                | EP17                                                                                             |
| 2010年2月21日                   | MBC        | 改變世界的QUIZ                                | 與2AM的鄭珍雲等為共同嘉賓                                                                        |
| 2010年3月2日                    | KBS2       | 乘風破浪                                      |                                                                                                  |
| 2010年5月22日                   | KBS2       | Sponge Zero                                   |                                                                                                  |
| 2010年6月22日                   | KBS2       | 乘風破浪                                      | 與玉澤演(2PM)和始源(Super Junior)為共同嘉賓                                                      |
| 2010年7月22日                   | KBS        | Happy Together                                | EP193，與Simon D、孫丹菲、Lizzy(After School)為共同嘉賓                                          |
| 2010年8月22日                   | SBS        | Running Man                                   | 與趙權(2AM)、𤨒晶(T-ara)為共同嘉賓                                                               |
| 2010年9月12日                   | SBS        | 哈哈夢Show                                    | 23/8錄製，與趙權(2AM)、Sulli(f(x))為共同嘉賓                                                     |
| 2010年9月19日                   | SBS        | Running Man                                   | 與金濟東為共同嘉賓                                                                               |
| 2010年11月7日                   | SBS        | Running Man                                   | 與高周元為共同嘉賓                                                                               |
| 2010年11月30日                  | KBS2       | 1 VS 100                                      |                                                                                                  |
| 2011年                          |            |                                               |                                                                                                  |
| 2011年3月20日、月27日           | SBS        | Running Man                                   | 與大聲(BIGBANG)為共同嘉賓                                                                        |
| 2011年4月21日                   | KBS        | Happy Together                                | EP193，與Simon D、李起光(BEAST)、黃光熙(ZE:A)、Serri和雅英(Dal★Shabet)為共同嘉賓                 |
| 2011年12月11日、12月18日        | SBS        | Running Man                                   | 28/11-29/11錄製(香港特輯)，與李珉廷為共同嘉賓                                                    |
| 2012年                          |            |                                               |                                                                                                  |
| 2012年4月28日、5月5日           | KBS2       | 青春不败2                                     | 與李正信一同出演                                                                                 |
| 2012年7月22日                   | SBS        | Running Man                                   | 與銀赫(Super Junior)、尼坤(2PM)、李準(MBLAQ)、尹斗俊(BEAST)、任時完(ZE:A)、𤨒晶(T-ara)為共同嘉賓 |
| 2012年12月9日                   | SBS        | 人氣歌謠700集特輯                             | IU、李起光(BEAST)                                                                                |
| 2012年12月28日                  | KBS2       | 歌謠盛典                                      | 潤娥(少女時代)、成詩京                                                                           |
| 2013年                          |            |                                               |                                                                                                  |
| 2013年1月6日                    | SBS        | Running Man                                   |                                                                                                  |
| 2013年1月20日                   | SBS        | Running Man                                   |                                                                                                  |
| 2013年2月12日                   | KBS        | 月光王子                                      | 文熙俊、河東勳、於志元                                                                           |
| 2014年                          |            |                                               |                                                                                                  |
| 2014年2月23日                   | SBS        | Running Man                                   | CNBLUE全員、沈恩敬                                                                               |
| 2014年3月17日                   | KBS2       | 大國民脫口秀-你好                             | CNBLUE全員                                                                                       |
| 2015年                          |            |                                               |                                                                                                  |
| 2015年2月2日                    | KBS2       | 大國民脫口秀-你好                             | 張水院、Lizzy、善雨                                                                              |
| 2015年2月18日                   | MBC every1 | 一週偶像                                      |                                                                                                  |
| 2015年2月21日、2月28日          | MBC        | 無限挑戰                                      |                                                                                                  |
| 2015年3月13日                   | MBC        | 我獨自生活                                    | 特別出演                                                                                         |
| 2015年3月25日                   | Mnet       | One Night Study                               | 友情出演                                                                                         |
| 2015年4月12日                   | SBS        | Running Man                                   | 與丁一宇、李洪基(FTIsland)為共同嘉賓                                                             |
| 2015年4月16日                   | MBC MUSIC  | Picnic Live郊遊                               |                                                                                                  |
| 2015年5月8日                    | KBS2       | 柳熙烈的寫生簿                                | 與李文世合作演唱《早朝割引》、《少女》、《春風》                                                 |
| 2015年5月20日                   | 搜狐 影片  | 屌絲男士第四季                                | 出演                                                                                             |
| 2015年6月18日                   | 湖南衛視   | 快樂大本營                                    |                                                                                                  |
| 2015年8月2日                    | MBC        | 黃金漁場Radio Star                            | 與韓勝浩、朴廣賢、成赫為共同嘉賓                                                                 |
| 2015年9月29日                   | MBC        | 偶像明星運動會                                | 男子籃球                                                                                         |
| 2015年11月1日                   | 贵州卫视   | 流行之王                                      |                                                                                                  |
| 2015年11月13日                  | MBC        | 能力者們                                      |                                                                                                  |
| 2015年12月26日                  | KBS1       | 又見面了,韓國                                 | 紀錄片旁白                                                                                       |
| 2016年                          |            |                                               |                                                                                                  |
| 2016年1月15日                   | KBS2       | 柳熙烈的寫生簿                                | 與鮮于貞娥出演                                                                                   |
| 2016年1月27日、2月3日           | 騰訊視頻   | 拜託了冰箱 (中國版)                           | 與太妍(少女時代)為共同嘉賓                                                                       |
| 2016年3月26日、5月14日、5月21日 | MBC        | 無限挑戰                                      | 婚禮祝歌特輯，與尹斗俊(Highlight)、李準、黃光熙(ZE:A)組成Wedding Boys                            |
| 2016年4月8日                    | KBS2       | 柳熙烈的寫生簿                                | CNBLUE全員，另與玫瑰旅館合作演唱《鳳淑》                                                         |
| 2016年4月11日                   | KBS2       | 大國民脫口秀-你好                             |                                                                                                  |
| 2016年4月12日                   | JTBC       | Two Yoo Project - Sugar Man                   | 擔任朴寶藍的製作人                                                                               |
| 2016年4月17日、4月24日          | KBS2       | 超人回來了                                    | 與李宗泫共同演出                                                                                 |
| 2017年                          |            |                                               |                                                                                                  |
| 2017年1月30日                   | KBS2       | Syndrome Man                                  | 金九拉、金旻鐘、金希澈                                                                           |
| 2017年3月7日                    | KBS2       | 寄宿房的女兒們                                |                                                                                                  |
| 2017年3月18日                   | SBS        | 白種元的三大天王                              |                                                                                                  |
| 2017年4月3日、4月10日           | JTBC       | 拜託了冰箱                                    | 與Roy Kim為共同嘉賓                                                                              |
| 2017年4月11日                   | KBS2       | 寄宿房的女兒們                                | 與利特、李宗泫                                                                                   |
| 2017年4月12日                   | JTBC       | 請給一頓飯                                    | 與成宥利為共同嘉賓                                                                               |
| 2017年7月8日                    | JTBC       | 認識的哥哥                                    | 與Zico一同出演                                                                                   |
| 2017年7月20日                   | tvN        | 人生酒館                                      | 與尹博一同出演                                                                                   |
| 2017年7月23日                   | KBS2       | 超人回來了                                    | 偶遇雙胞胎(書言、書俊)                                                                           |
| 2017年7月24日                   | JTBC       | 非首腦會談                                    |                                                                                                  |
| 2017年8月2日                    | MBC        | 黃金漁場Radio Star                            | 與姜河那、金亨奎、閔庚勳為共同嘉賓                                                               |
| 2017年8月5日                    | KBS2       | 柳熙烈的寫生簿                                |                                                                                                  |
| 2017年8月13日                   | SBS        | 朴軫永的Party People                          | 與BLACKPINK為共同嘉賓                                                                            |
| 2019年12月29日                  | SBS        | 我家的熊孩子                                  | 嘉賓                                                                                             |
| 2020年                          |            |                                               |                                                                                                  |
| 2020年8月15日                   | JTBC       | 認識的哥哥                                    | 與李準一同出演                                                                                   |
| 2020年10月15日                  | tvN        | 第六感                                        | 嘉賓                                                                                             |
| 2020年11月17日                  | KBS2       | 屋塔房的問題兒童們                            | CNBLUE全員                                                                                       |
| 2020年11月28日                  |            | K-BOB STAR2                                   | YouTube網路節目，CNBLUE全員                                                                      |
| 2021年                          |            |                                               |                                                                                                  |
| 2021年4月13日                   | KBS2       | 屋塔房的問題兒童們                            | 與張娜拉為共同嘉賓                                                                               |
| 2021年8月30日                   | tvN        | 牛島酒店                                      |                                                                                                  |
| 2021年8月1日                    | SBS        | 我家的熊孩子                                  |                                                                                                  |
| 2021年9月19日                   | KBS2       | 綻放吧大韓民國沈守峰                          | 與沈守峰合作演唱《祈禱》                                                                         |
| 2021年10月9日、10月16日         | MBC        | 全知干預視角                                  |                                                                                                  |
| 2021年10月17日                  |            | You were a kid once.(那就是我)                | YouTube頻道「ODG STUDIO」網路節目                                                                |
| 2021年10月19日                  | SBS        | 脫掉鞋子恢單4Men                              |                                                                                                  |
| 2021年10月22日                  | KBS2       | 柳熙烈的寫生簿                                | CNBLUE全員                                                                                       |
| 2021年12月23日                  | SBS        | 環環相扣的老故事                              |                                                                                                  |
| 2023年                          |            |                                               |                                                                                                  |
| 2023年6月26日                   | KBS M      | Hi-Fi Un!corn Debut Showcase Over the Rainbow |                                                                                                  |
| 2023年8月25日                   |            | 全都唱得很好 (전부 노래 잘함)                 | YouTube頻道「Studio Peanut Butter」網路節目，EP67                                                |
| 2023年8月25日                   |            | PUNGJA愛酒（풍자愛술）                        | Pungja主持的YouTube網路節目，EP18                                                                |
| 2023年9月11日                   |            | 小區朋友康男mi（동네친구 강나미 [Kangnami]）  | 康男主持的YouTube網路節目                                                                        |
| 2023年9月12日                   |            | 李茂珍Service （리무진서비스）                | 李茂珍主持的YouTube網路節目，EP80                                                                |
| 2023年9月15日                   | KBS2       | The Seasons AKMU的長日長夜                    |                                                                                                  |
| 2023年9月16日                   | KBS2       | 做家務的男人們                                |                                                                                                  |
| 2023年9月19日                   |            | Killing Voice                                 | YouTube頻道「Dingo Music」網路節目，CNBLUE特輯                                                   |
| 2023年9月21日                   |            | 在朋友                                        | 金在中主持的YouTube網路節目，EP9                                                                 |
| 2023年9月23日                   | tvN        | 驚人的星期六                                  | 與Dara、李洪基(FTIsland)為共同嘉賓                                                               |
| 2023年10月5日                   |            | 家内朝貢業（가내조공업）                      | 黃光熙主持的YouTube網路節目，EP21與尹斗俊(Highlight)、李準                                       |
| 2023年10月20日                  | JTBC       | Talk派員25時                                  | 嘉賓                                                                                             |
| 2023年11月29日                  | MBC        | 黃金漁場Radio Star                            | 與張東民、朴載正、權恩妃為共同嘉賓                                                               |
| 2023年12月7日                   |            | 尋找為愛瘋狂的藝人                            | YouTube頻道「文明特急」網路節目，EP01                                                            |

### 音樂錄影帶(MV)
| 日期      | 歌曲 | 歌手   |
| 2012年6月 | 傻瓜 | Juniel |

### 電台廣播節目
| 電台廣播節目列表 |              |                        |                       |
| 放送日期         | 放送局       | 節目名稱               | 備註                  |
| 2015年2月10日    | SBS Power FM | 金昌完的美好早晨       |                       |
| 2015年2月10日    | SBS Power FM | 金昌烈的老派           |                       |
| 2015年2月10日    | MBC FM4U     | Sunny的FM Date         |                       |
| 2015年2月13日    | KBS Cool FM  | 劉仁娜的提高音量       |                       |
| 2015年2月14日    | SBS Power FM | 朴素賢的Love Game      |                       |
| 2017年7月31日    | KBS Cool FM  | 李洪基的Kiss the Radio |                       |
| 2020年6月8日     | SBS Power FM | 李準的Young Street     |                       |
| 2021年4月14日    | KBS Cool FM  | 鄭恩地的歌謠廣場       | 張娜拉                |
| 2021年8月12日    | SBS Power FM | 金昌完的美好早晨       |                       |
| 2023年9月16日    | SBS Power FM | 權恩妃的Young Street   |                       |
| 2023年9月17日    | MBC FM4U     | 劇透王高英培           |                       |
| 2023年9月19日    | KBS Cool FM  | 李恩智的歌曲廣場       |                       |
| 2023年9月20日    | SBS Power FM | 金英哲的Power FM       |                       |
| 2023年9月20日    | KBS Cool FM  | Day6的Kiss the Radio   |                       |
| 2023年9月22日    | SBS Power FM | 崔華正的Power Time     |                       |
| 2023年10月16日   | Podbbang     | 롤링팟(Rolling Pod)    | 音頻(Podcast)平台節目 |
| 2023年12月4日    | SBS Power FM | 兩點出逃 Cultwo Show   |                       |

## 獎項
所屬樂團之共同參與，請參閱 CNBLUE

### 大型頒獎禮獲獎獎項
| 年份   | 名稱                     | 獎項                               | 作品                   | 結果 |
| 2009年 | SBS演技大賞              | 新人賞                             | 原來是美男             | 獲獎 |
| 2010年 | 第3屆韓國電視劇節        | 人氣賞                             | 原來是美男、你為我著迷 | 獲獎 |
| 2010年 | MBC演藝大賞              | 人氣賞                             | 不適用                 | 獲獎 |
| 2010年 | SBS演藝大賞              | 新人賞                             | 人氣歌謠、每天每夜     | 獲獎 |
| 2012年 | 第1屆K-Drama Star Awards | 韓流Star賞                         | 不適用                 | 獲獎 |
| 2015年 | 香港Weibo Star Awards    | 最火爆韓國Artist賞                 | 不適用                 | 獲獎 |
| 2015年 | 香港Weibo Star Awards    | Gaon Weibo榜最具影響力的韓國STAR賞 | 不適用                 | 獲獎 |
| 2015年 | 第15屆音樂風雲榜年度盛典 | 媒體推薦海外歌手獎                 | 不適用                 | 獲獎 |
| 2015年 | ELLE年度風尚大典         | VOICE OF ELLE 年度國際音樂人獎     | 不適用                 | 獲獎 |
| 2016年 | 第30屆金唱片獎           | 唱片部門BEST VOCAL SOLO獎          | 不適用                 | 獲獎 |
| 2018年 | 第32屆金唱片獎           | 唱片本賞                           | DO DISTURB             | 提名 |
| 2021年 | KBS演技大獎              | 迷你系列劇部門：男子優秀演技獎     | 大發不動產             | 獲獎 |

### 音樂節目獎項
| 年份   | 日期    | 電視台    | 節目名稱      | 獲獎歌曲     | 排名 |
| ------ | ------- | --------- | ------------- | ------------ | ---- |
| 2015年 | 1月30日 | KBS       | Music Bank    | One Fine Day | 1位  |
| 2015年 | 2月1日  | SBS       | 人氣歌謠      | One Fine Day | 1位  |
| 2015年 | 2月4日  | MBC Music | Show Champion | One Fine Day | 1位  |
| 2015年 | 2月13日 | KBS       | Music Bank    | One Fine Day | 1位  |

## 演唱會及演出
鄭容和於2015年正式以SOLO歌手身份出道並開始個人演唱會及其他演出活動。

### 主要演唱會
1. One Fine Day（2015年）
2. ROOM 622（2018年1月）
3. STAY 622（2018年3月）
4. STILL 622（2019年-2020年）
5. WONDERFUL SINGER: JUNG YONG HWA（2021年-2020年）
6. ALL-ROUNDER（2023年5-7月）
7. YOUR CITY（2023年10月-2024年2月）
8. D-FREE（2024年3月）

### 日本演唱會
1. Summer Calling（2015年）
2. WELCOME TO THE Y'S CITY（2022年）

## 外部連結
- 鄭容和的X（前Twitter）
- 鄭容和的新浪微博
- 鄭容和的Instagram帳戶
- YouTube上的鄭容和頻道
-  CNBLUE 韓國官方網站 （页面存档备份，存于）
- （日語） CNBLUE 日本官方網站 （页面存档备份，存于）
- （日語） 鄭容和個人日本官方網站（FEEL THE FIVE “Y”音樂計劃） （页面存档备份，存于）
- （日語） CNBLUE 日本部落格